# Sperlești
Sperlești – wieś w Rumunii, w okręgu Mehedinți, w gminie Voloiac. W 2011 roku liczyła 77 mieszkańców.